# Désiré-Joseph Mercier
Désiré Felicien François Joseph Mercier (21. listopadu 1851, Braine-l'Alleud – 23. ledna 1926, Brusel) byl belgický římskokatolický duchovní, arcibiskup mechelenský, kardinál a akademik. V době první světové války představoval v Belgii hlavní osobnost odporu vůči německým okupantům.

## Život
Désiré-Joseph se narodil v roce 1851 v Belgii. Vyučoval na mechelenské katolické univerzitě filozofii a následně se stal tamním rektorem. Papež Pius X. jej jmenoval arcibiskupem mechelenským v roce 1906 a o rok později byl kreován kardinálem.
Během první světové války došlo k okupaci Belgie, proti které kardinál Mercier (podobně jako král Albert I.) aktivně vystupoval, což mu u většiny obyvatelstva vyneslo uznání a společenský respekt.
Od roku 1919 spolupracoval se Světovým svazem bratrství. Kardinál Mercier se zasadil o rozšíření svátku Panny Marie prostřednice všech milostí, který v roce 1921 získal církevní povolení pro Belgii, následně i pro další země. Zemřel v Bruselu v lednu 1926.

## Filozofické názory
Po encyklice papeže Lva XIII. Aeterni Patris (1879) došlo v Belgii k velkému rozmachu propagandy tomistické filozofie. Podle papežových instrukcí z roku 1882 bylo na Katolické univerzitě v Lovani zavedeno přednášení tomistické filozofie, kterou tu začal vyučovat Désiré-Joseph Mercier. Projevil velkou aktivitu v propagaci a propracování novotomismu. V roce 1894 založil časopis Revue Néoscholastique (později byl nazván Revue philosophique de Louvain).
V souladu s plány Vatikánu vytyčil úkol zdůvodnit tomistickou filozofii na základě moderní vědy. Tvrdil, že propast mezi přírodovědou a scholastikou je pouhé nedorozumění, a vyzýval, aby se odstranila „intelektuální izolace“ katolíků.

## Vliv
Désiré-Joseph Mercier měl mnoho žáků, kteří pokračovali v propagaci neoscholastiky (Simon Deploige, Maurice De Wulf, Désiré Nys, Armand Thiéry aj.).

## Galerie

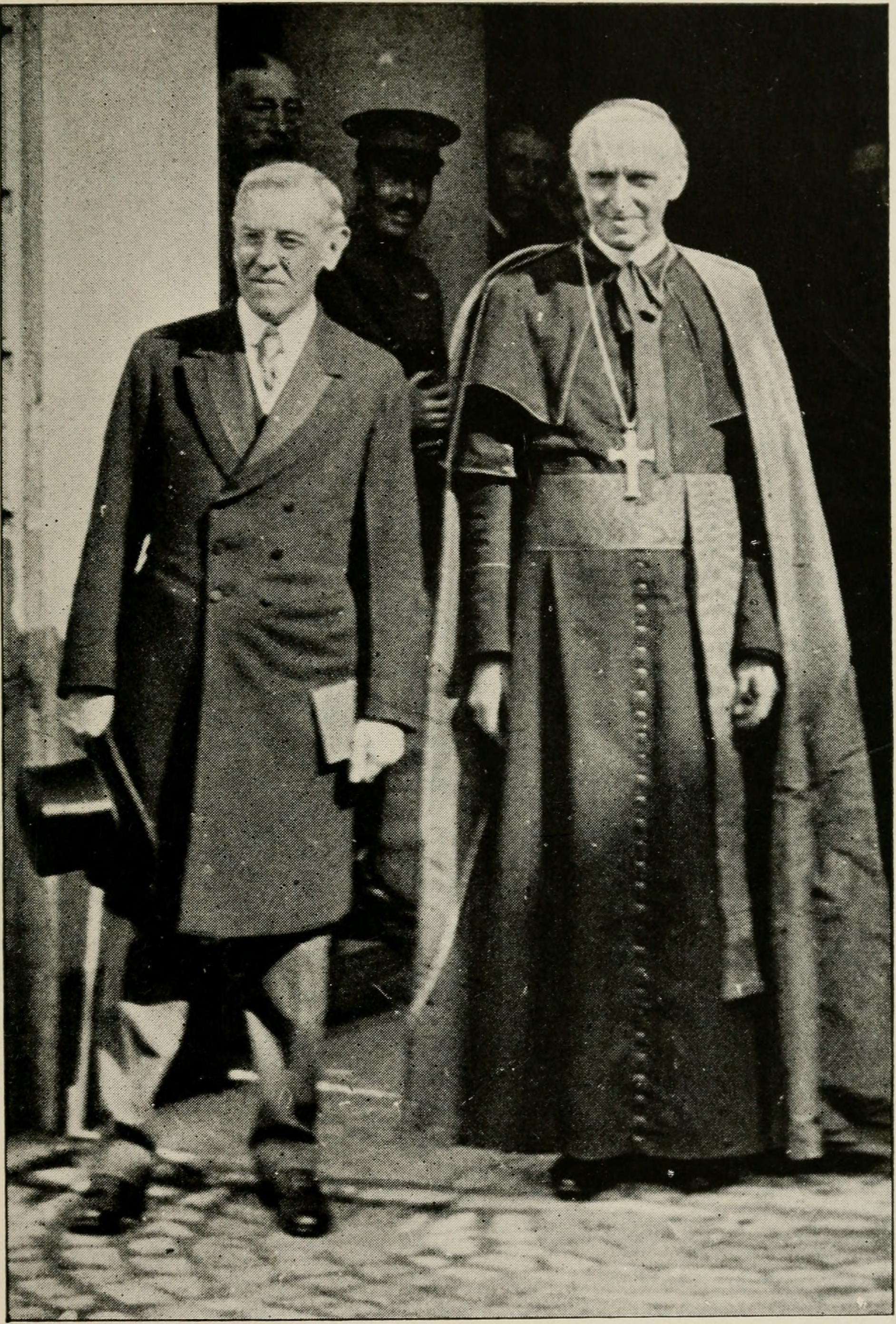
Prezident Woodrow Wilson a kardinál Mercier, 1919
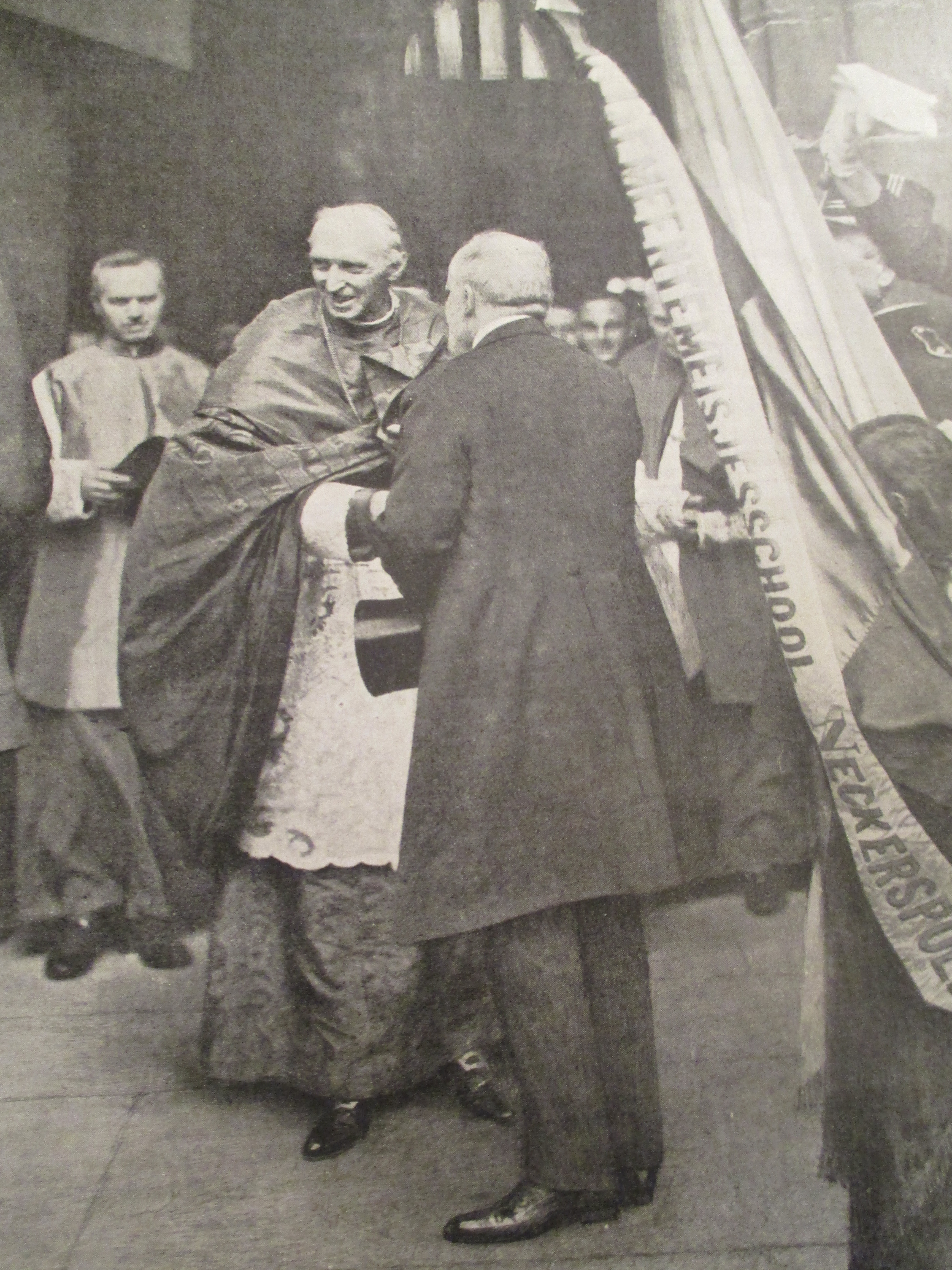
Kardinál Mercier a prezident Raymond Poincaré
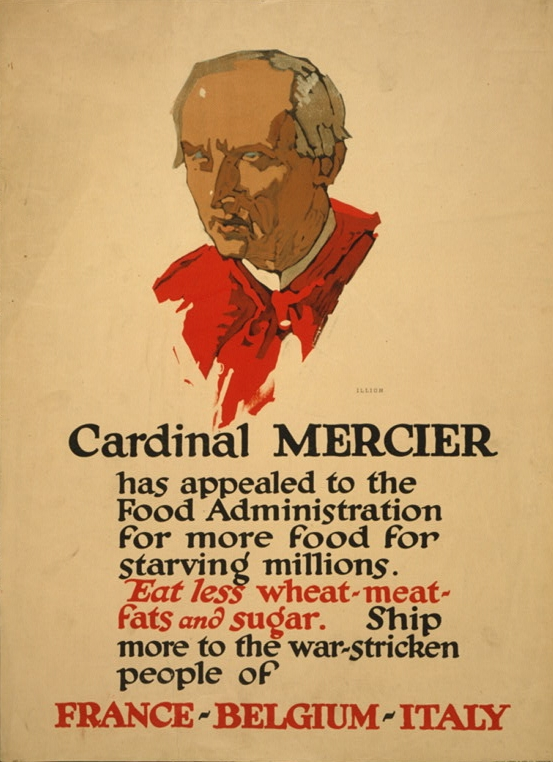
Plakát s kardinálem Mercierem z první světové války
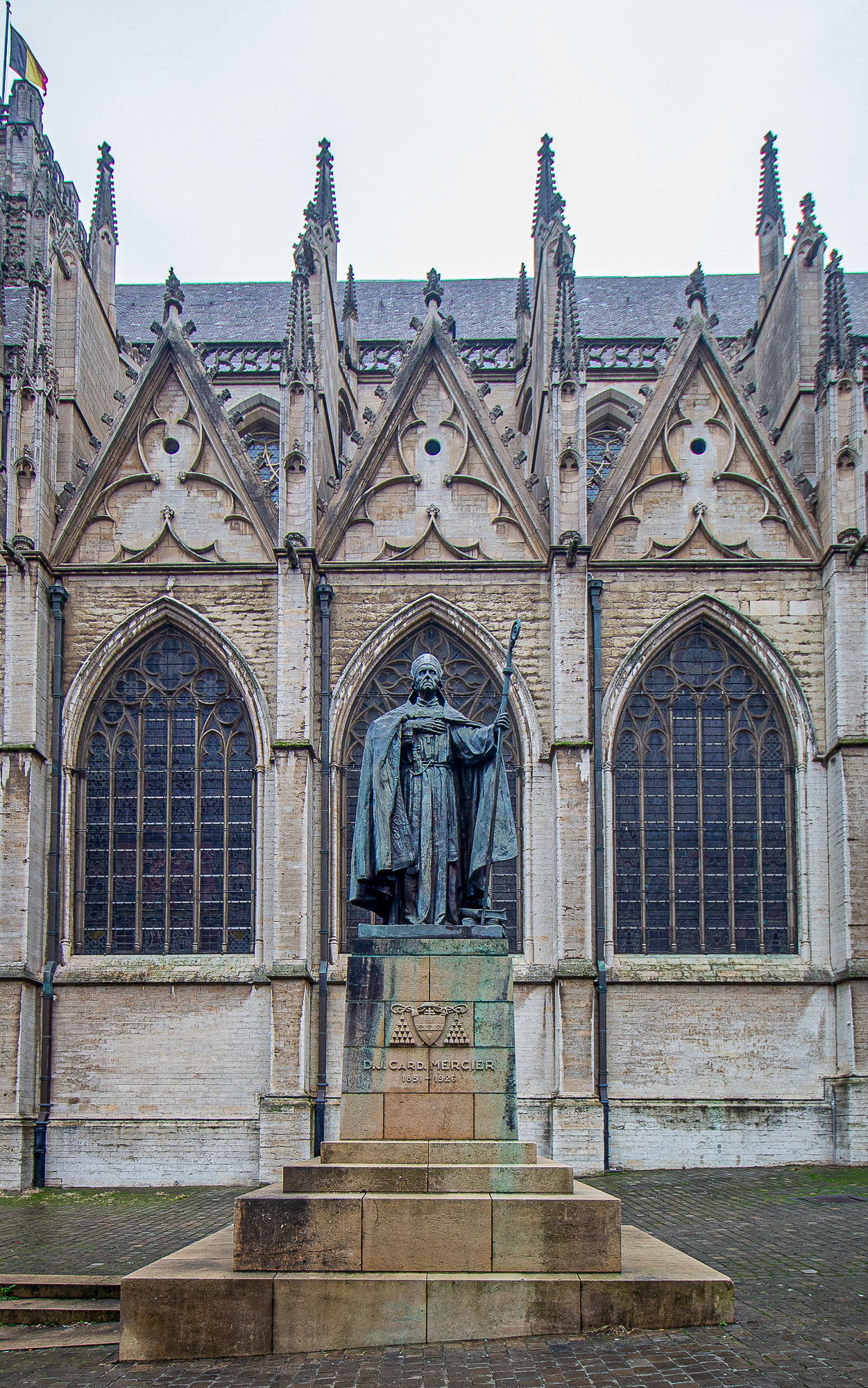
Socha kardinála Mericera před bruselskou katedrálou